# Leucopis pecania
Leucopis pecania är en tvåvingeart som beskrevs av Tanasijtshuk 2006. Leucopis pecania ingår i släktet Leucopis och familjen markflugor.
Artens utbredningsområde är Texas. Inga underarter finns listade i Catalogue of Life.